# 烏丸御池站
烏丸御池站（日语：／ Karasuma-oike eki */?）是位於日本京都府京都市中京區，屬於京都市營地下鐵的鐵路車站。此站是地下鐵烏丸線與東西線的十字交叉點，也是兩條路線的轉乘站。烏丸線的車站編號是K07，東西線是T13。

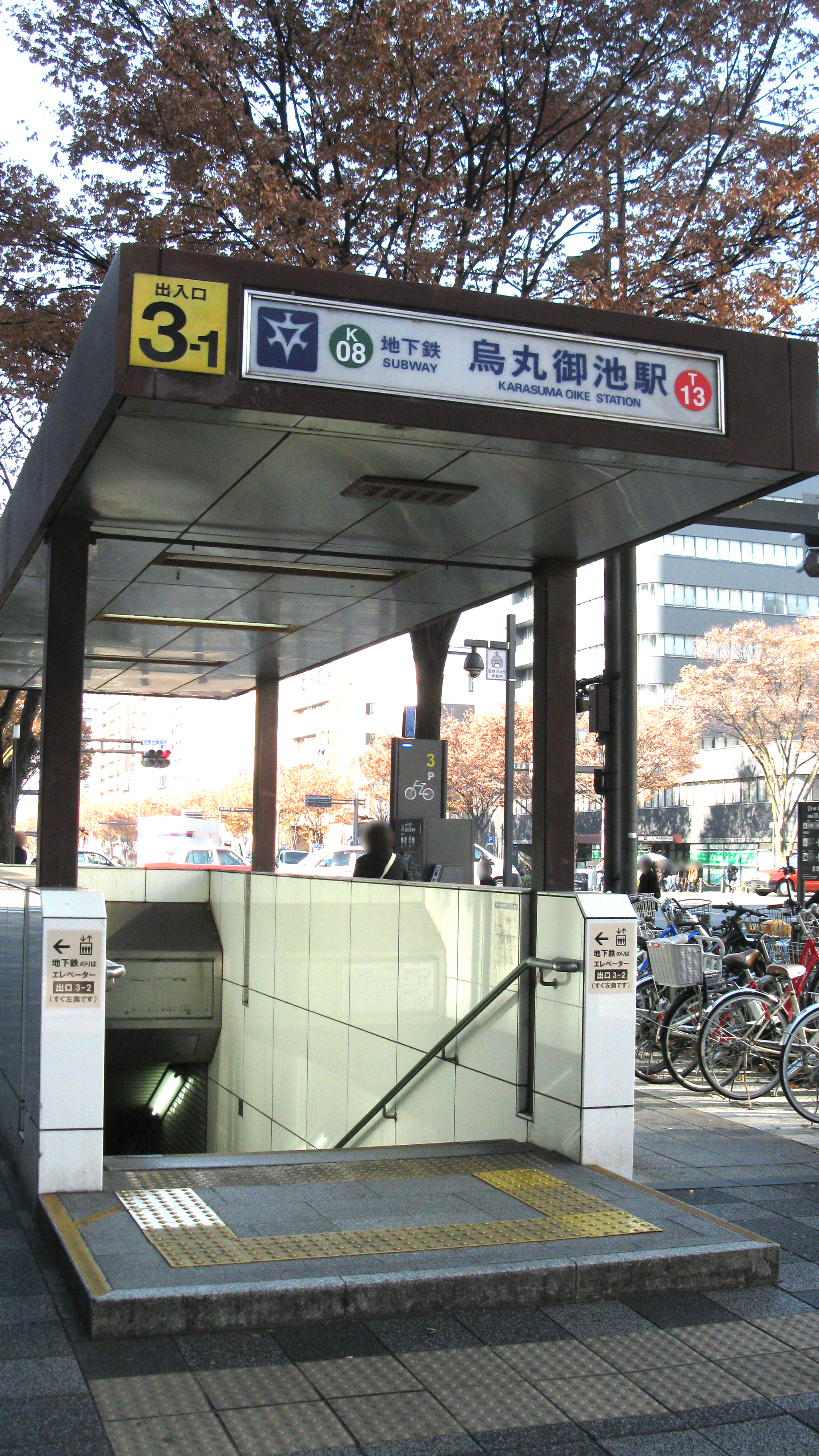
3-1號出入口（2011年12月）

## 歷史
本站在東西線開業前僅作為通過站，周邊只有商店街，發展程度也偏低。東西線開業後，本站成為京都市內唯一的地下鐵交差點，交通的便利性使車站周邊開始發展。
- 1981年（昭和56年）5月29日 - 京都市營地下鐵烏丸線的北大路站－京都站間開通，作為御池站開業[1]。
- 1997年（平成9年）
  - 5月22日 - 此站在京都市營地下鐵東西線開業前率先改名為烏丸御池站[1]。
  - 10月12日 - 京都市營地下鐵東西線的醍醐站－二條站間開通的同時，東西線車站也同時開業，成為轉乘站[1]。
- 2007年（平成19年）4月1日 - 啟用IC卡「PiTaPa」[1]。

## 車站構造

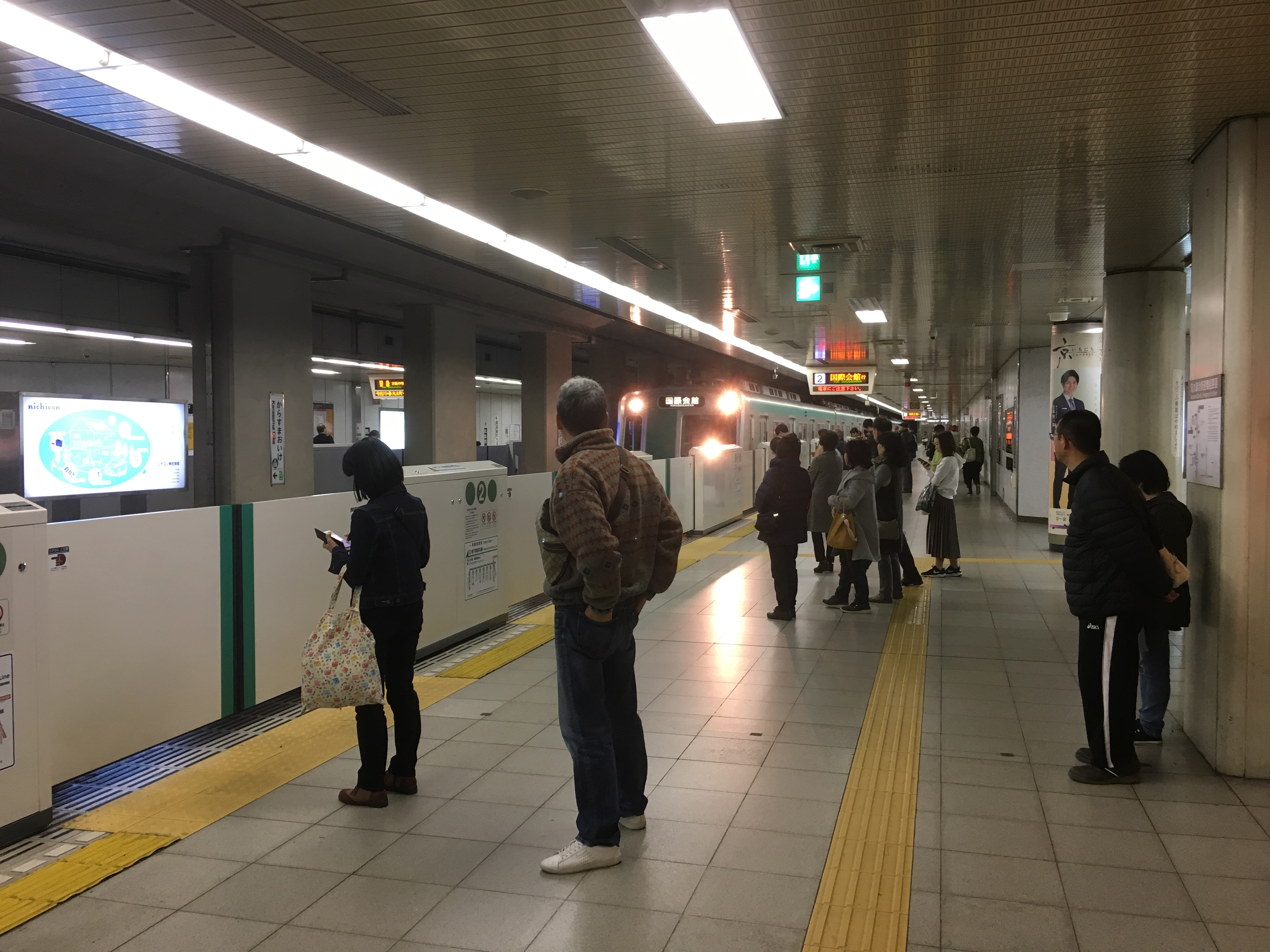
烏丸線月台（2019年11月）

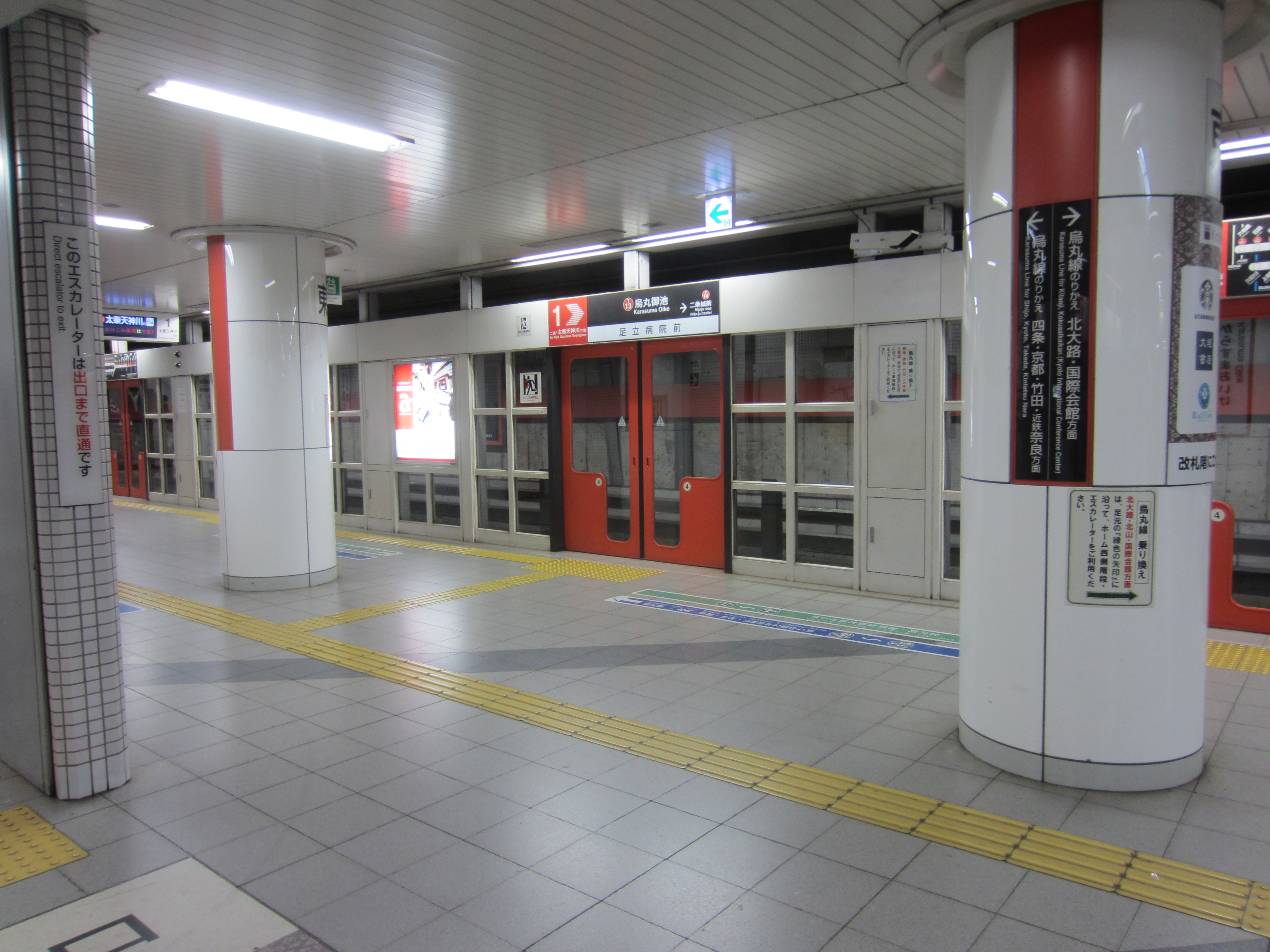
東西線月台（2019年12月）

本站的地下1樓是閘口，其下的地下2樓是烏丸線月台，地下3樓則是東西線的月台。本站的烏丸線月台是該線唯一的側式2面2線月台（開業時預計了成為與東西線的轉乘站而事先設計），東西線月台則是島式1面2線月台。設有月台閘門。東西線各站都設有車站顏色，此站的顏色是朱紅色。

### 月台配置
| 月台       | 路線       | 方向       | 目的地                                         |
| 烏丸線月台 | 烏丸線月台 | 烏丸線月台 | 烏丸線月台                                     |
| ---------- | ---------- | ---------- | ---------------------------------------------- |
| 1          | 烏丸線     | 下行       | 四條、京都、竹田、近鐵奈良方向                 |
| 2          | 烏丸線     | 上行       | 今出川、北大路、國際會館方向                   |
| 東西線月台 |            |            |                                                |
| 1          | 東西線     | 下行       | 二條、太秦天神川方向                           |
| 2          | 東西線     | 上行       | 御陵、山科、六地藏／琵琶湖濱大津方向（京津線） |

烏丸線在車站北北大路方向，東西線在車站東三條京阪方向都設置了上下行的渡線。

## 利用狀況
2016年度的1日平均上下車人次（通過閘口的人次）烏丸線、東西線合共46,194人。這個數字是京都市營地下鐵所有車站中次於京都站、四條站排行第3多。另外，1日平均的烏丸線⇔東西線轉乘人次為60,246人。此站連同上下車和轉乘的人次合計為1日平均103,893人。
| 年度               | 烏丸線     | 烏丸線   | 東西線     | 東西線   | 轉乘人次 | 來源  |
| 年度               | 上下車人次 | 上車人次 | 上下車人次 | 上車人次 | 轉乘人次 | 來源  |
| ------------------ | ---------- | -------- | ---------- | -------- | -------- | ----- |
| 2003年（平成15年） | 26,857     | 13,212   | 6,937      | 3,333    | 38,146   | [ 3 ] |
| 2004年（平成16年） | 26,993     | 13,273   | 7,259      | 3,478    | 38,670   | [ 3 ] |
| 2005年（平成17年） | 26,300     | 13,130   | 7,341      | 3,520    | 40,575   | [ 3 ] |
| 2006年（平成18年） | 28,324     | 13,911   | 7,443      | 3,595    | 40,947   | [ 3 ] |
| 2007年（平成19年） | 29,194     | 14,235   | 7,538      | 3,473    | 41,703   | [ 3 ] |
| 2008年（平成20年） | 28,274     | 13,594   | 9,155      | 4,421    | 47,292   | [ 3 ] |
| 2009年（平成21年） | 28,463     | 14,022   | 8,944      | 4,324    | 49,967   | [ 4 ] |
| 2010年（平成22年） | 29,145     | 14,346   | 9,126      | 4,424    | 52,348   | [ 4 ] |
| 2011年（平成23年） | 29,854     | 14,695   | 9,340      | 4,528    | 52,985   | [ 4 ] |
| 2012年（平成24年） | 30,343     | 14,934   | 9,257      | 4,487    | 53,752   | [ 4 ] |
| 2013年（平成25年） | 31,810     | 15,651   | 9,693      | 4,699    | 55,061   | [ 4 ] |
| 2014年（平成26年） | 32,899     | 16,200   | 10,038     | 4,866    | 57,096   | [ 5 ] |
| 2015年（平成27年） | 34,401     | 16,923   | 10,485     | 5,084    | 59,007   | [ 5 ] |
| 2016年（平成28年） | 35,407     | 17,413   | 10,787     | 5,230    | 60,246   | [ 2 ] |

## 相鄰車站
京都市交通局（京都市營地下鐵）
 烏丸線
丸太町（K07）－烏丸御池（K08）－四條（K09）
 東西線
京都市役所前（T12）－烏丸御池（T13）－二條城前（T14）

## 外部連結
- 烏丸御池站 （页面存档备份，存于） - 京都市交通局